# Sky Express (Griekenland)
SkyExpress is een Griekse luchtvaartmaatschappij met als hoofdkantoor Luchthaven Iraklion. De maatschappij is begonnen in 2005 en voert binnenlandse en buitenlandse vluchten uit.

## Aanvlieghavens Nederland en omstreken
| Amsterdam Schiphol Airport | Athene, Chania                      |                       |
| Groningen Eelde Airport    | Chania                              | Pakketreis met Sunweb |
| Airport Weeze              | Chania, Iraklion, Zakynthos, Rhodos | Pakketreis met Sunweb |
| Brussels Zaventem Airport  | Heraklion, Athena                   |                       |
| Dusseldorf Airport         | Athene                              |                       |

## Vloot

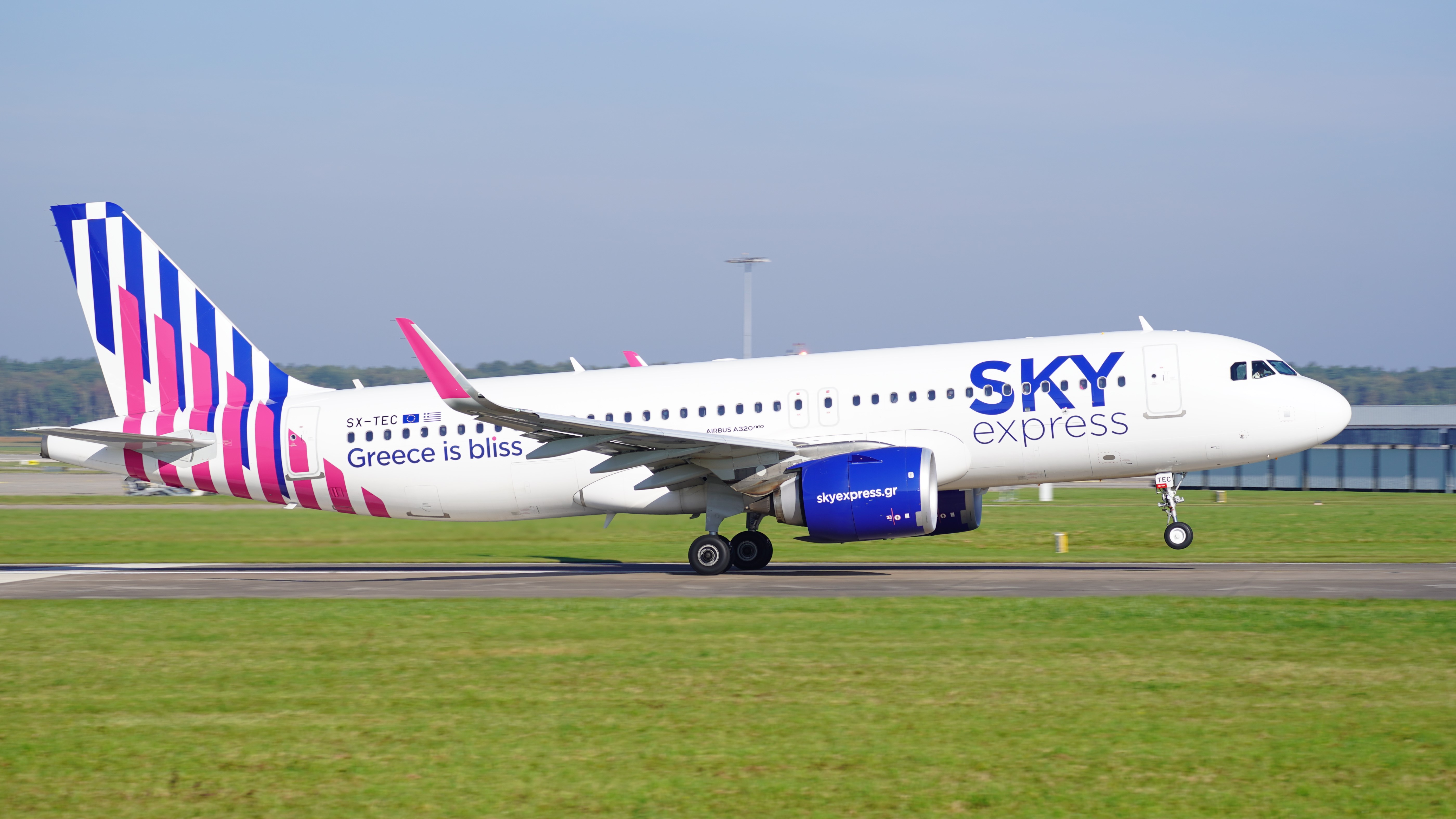
Airbus 320Neo van SkyExpress

| Soort      | Aantal |
| ATR 42/72  | 14     |
| Airbus 320 | 11     |
| Airbus 321 | 2      |

## Incidenten
- Op 12 februari 2009 ondervond een BAe Jetstream 31 geregistreerde SX-SKY een instorting van het rechter wiel na de landing op de internationale luchthaven van Rhodos. Geen van de 15 passagiers of drie bemanningsleden raakte gewond, maar het vliegtuig liep aanzienlijke schade op aan het rechterlandingsgestel, de vleugel en de propeller. Het vliegtuig werd geacht niet meer economisch te repareren te zijn en werd afgeschreven. [citaat nodig] Het ongeval werd veroorzaakt door twee eerdere harde landingen die niet waren gemeld. Een van de harde landingen had een breuk in de cilinder van een landingsgestel veroorzaakt, die zich verspreidde totdat de cilinder het begaf, waardoor het landingsgestel instortte. Het vliegtuig werd eind februari 2011 gesloopt op de luchthaven van Heraklion.
- Op 2 februari 2015 ondervond een BAe Jetstream 41-vliegtuig geregistreerd SX-DIA, dat vlucht GQ-100 uitvoerde vanuit Heraklion, een instorting van het linker wiel en een baanexcursie na een harde landing op Rhodos Diagoras Airport veroorzaakt door harde wind. Geen van de 16 passagiers of drie bemanningsleden raakte gewond. Het vliegtuig liep aanzienlijke schade op.
- Op 21 juni 2019 voerde de vlucht van 15.00 uur van Heraklion naar de luchthaven Rhodos Diagoras een noodlanding uit op de luchthaven van Karpathos nadat een van de motoren stopte. Geen van de 47 passagiers raakte gewond.